# Mongolia na Zimowych Igrzyskach Olimpijskich 2022
Mongolia na Zimowych Igrzyskach Olimpijskich 2022 – występ kadry sportowców reprezentujących Mongolię na igrzyskach olimpijskich, które odbyły się w Pekinie w Chińskiej Republice Ludowej, w dniach 4-20 lutego 2022 roku.
Reprezentacja Mongolii liczyła dwóch zawodników – kobietę i mężczyznę.
Był to piętnasty start Mongolii na zimowych igrzyskach olimpijskich.

## Reprezentanci

### Biegi narciarskie
| Zawodnik                | Konkurencja                | Kwalifikacje | Kwalifikacje | Ćwierćfinały | Ćwierćfinały | Półfinały | Półfinały | Finał   | Finał   | Finał   | Źródło |
| Zawodnik                | Konkurencja                | Czas         | Miejsce      | Czas         | Miejsce      | Czas      | Miejsce   | Czas    | Strata  | Miejsce | Źródło |
| ----------------------- | -------------------------- | ------------ | ------------ | ------------ | ------------ | --------- | --------- | ------- | ------- | ------- | ------ |
| Ariunsanaa Enkhtuul     | bieg indywidualny kobiet   | —            | —            | —            | —            | —         | —         | 37:02,5 | +8:56,2 | 85.     | [ 1 ]  |
| Ariunsanaa Enkhtuul     | sprint kobiet              | 3:58.25      | 79.          | NQ.          | NQ.          | NQ.       | NQ.       | NQ.     | NQ.     | 79.     | [ 1 ]  |
| Batmönchijn Arczbadrach | bieg indywidualny mężczyzn | —            | —            | —            | —            | —         | —         | 43:29,9 | +5:35,1 | 65.     | [ 2 ]  |
| Batmönchijn Arczbadrach | sprint mężczyzn            | 3:11,60      | 77.          | NQ.          | NQ.          | NQ.       | NQ.       | NQ.     | NQ.     | 77.     | [ 2 ]  |